# Rebel Devil
I Rebel Devil sono un gruppo thrash metal/groove metal italiano, formatosi a Milano nel 2008.

## Storia del gruppo
Il gruppo si forma dall'incontro di Gianluca Perotti, voce degli Extrema, Dario "Kappa" Cappanera, chitarrista del gruppo storico heavy metal Strana Officina, Alessandro Paolucci bassista del gruppo hardcore punk Raw Power e da Cristiano Dalla Pellegrina batterista dei Negrita ed ex Extrema. Il sound è molto simile ai Pantera e ai Rebel Meets Rebel ed è influenzato da Down, ZZ Top, Black Label Society oltre ai gruppi già citati. A fine del 2008 è uscito il primo album del gruppo, Against You.

## Formazione
- Gianluca Perotti - voce (Extrema)
- Dario "Kappa" Cappanera - chitarra (Strana Officina)
- Alessandro Paolucci - basso (Raw Power)
- Cristiano Dalla Pellegrina - batteria (Negrita ex Extrema)

## Discografia

### Album studio
- 2008 - Against You